# 茂里町停留場
茂里町停留場（もりまちていりゅうじょう、茂里町電停）は、長崎県長崎市目覚町にある、長崎電気軌道本線の停留場である。駅番号は23。
1号・2号・3号各系統が停車する。

## 歴史
当停留場は1932年（昭和7年）、竹の久保通停留場（たけのくぼどおりていりゅうじょう）として開業した。太平洋戦争下の1944年（昭和19年）からは急行運転の開始によりいったん廃止。戦後の1954年（昭和29年）に新線上に移設の上再開業した。停留場名が茂里町になるのは1966年（昭和41年）のことである。
なお、茂里町と称する停留場は戦前の時点で既に存在していた。この旧茂里町停留場は1919年（大正8年）ころ本社前停留場（ほんしゃまえていりゅうじょう）として開業。当停留場と銭座町停留場との間にあり（北緯32度45分45.2秒 東経129度51分54.5秒 / 北緯32.762556度 東経129.865139度）、その名の通り近くには当時長崎電気軌道の本社屋、それに車庫（茂里町車庫）が置かれていた。その後当停留場に先んじて1936年（昭和11年）に茂里町に改称、当停留場に同じく1944年（昭和19年）の急行運転開始に際して廃止されたが、そのまま再開することはなかった。

### 年表
- 1919年（大正8年）ころ：本社前停留場が開業[1]。
- 1921年（大正10年）5月23日：茂里町車庫が焼失[4]。
- 1932年（昭和7年）3月：当停留場が竹の久保通停留場として開業[1]。
- 1934年（昭和9年）8月27日：本社を出来大工町へ移転[4]。
- 1936年（昭和11年）9月：本社前停留場が茂里町停留場に改称[1]。
- 1937年（昭和12年）5月1日：茂里町車庫廃止[5]。
- 1944年（昭和19年）1月：急行運転開始に伴い竹の久保通、茂里町の両停留場が廃止[1]。
- 1954年（昭和29年）2月1日：竹の久保通停留場が移設の上営業再開[1][2]。
- 1966年（昭和41年）9月20日：茂里町停留場に改称[1]。
- 2000年（平成12年）12月13日：停留場を改築[6]。

## 構造
茂里町停留場は併用軌道区間にあり、ホームは道路上に設けられる。ホームは2面あり、南北方向に伸びる2本の線路を挟んで向かい合う（相対式ホーム）。線路の東側にあるのが長崎駅前方面行き、西側にあるのが赤迫方面ゆきのホーム。

### 茂里町車庫
当地にはかつて長崎電気軌道の車両基地、茂里町車庫が置かれていた。1916年（大正5年）に払い下げを受けた鉄道院（当時）の浦上駅構内の敷地を利用して開設され、路面電車の開業当初は本社屋をはじめ各部門の施設が集結する拠点となった。1921年には車庫が火災に遭い全焼、車両も焼失したため一時は台数不足に陥る。その後車庫は再建されるも、蛍茶屋車庫の開設に伴い1937年に廃止。車庫は解体され、その存在を窺わせるものは現存しない。

## 利用状況
長崎電軌の調査によると1日の乗降客数は以下の通り。
- 1998年 - 3,678人[12]
- 2015年 - 3,600人[13]

1日平均の乗降人員の推移は以下の通り。
| 年度   | 1日平均 乗降人員 |
| ------ | ---------------- |
| 2011年 | 3,218            |
| 2012年 | 3,886            |
| 2013年 | 3,600            |
| 2014年 | 3,700            |
| 2015年 | 3,600            |

## 周辺
かつては長崎バス茂里町営業所があったが、2006年8月31日をもって廃止され、跡地はバスターミナルを併設した複合商業施設「みらい長崎ココウォーク」に転用された。近くにある長崎バス・県営バスの「茂里町」バス停は「ココウォーク茂里町」に名称を変更している。
このほか近くには長崎新聞社、NCC長崎文化放送、長崎ブリックホールが立地する。
- もりまちハートセンター
- 坂本国際墓地

## 隣の停留場
長崎電気軌道
本線
浦上駅前停留場 (22) - 茂里町停留場 (23) - 銭座町停留場 (24)